# ديفيس ميلر
ديفيس ميلر (بالإنجليزية: Davis Miller)‏ هو كاتب أمريكي، ولد في 15 يناير 1953.